# Alan Arkin
Alan Arkin (n. 26 martie 1934, New York City, New York, SUA – d. 29 iunie 2023, San Marcos⁠(d), California, SUA) a fost un actor și regizor american de scenă. A obținut Premiul Oscar pentru cel mai bun actor în rol secundar în anul 2007.

## Filmografie
- Vin rușii, vin rușii! (1966)
- Fantomele trecutului (1966)
- Cuscrii (1979)
- Ultimul inorog (1982), voce
- Evadare din Sobibor (1987)
- Havana (1990)
- Crăciun (2004)
- Haos de Crăciun (2015)

### Videos
- "Tribute to Alan Arkin photo compilation
- trailer, The Russians Are Coming, The Russians Are Coming
- trailer, The In-Laws
- trailer, Last of the Red Hot Lovers
- National Screen Institute interview, 1985
- CBS interview, 2007